# Archigram (artiste français)
Pour le groupe d'architectes britanniques, voir Archigram.
Archigram est un groupe français de musique électronique signé principalement sur Crydamoure.
Depuis 2001, Julien Mallart et Nicolas Trichet, les deux membres, ont mêlé à leurs sons techno des tonalités house différentes des autres titres de french touch.
Archigram est connu grâce à leur titre Doggystyle faisant usage de samples de I Wanna Be Your Dog des Stooges.

## Discographie
Maxis
- 2001 : Mad Joe #CRYDA 014
- 2002 : Carnaval #CRYDA 017
- 2002 : Doggystyle/Rhumba " (face B par Le Knight Club) #VISA 8815
- 2003 : Doggystyle #CRYDA 019
- 2004 : Padre #KITSUNÉ MUSIC 012
- 2007 : ARCHIGRAM VS NIN = NINAGRAM
- 2008 : Someone Remixes (Vs Asia Argento)
- 2008 : ASIA ARGENTO VS ANTIPOP, ARCHIGRAM and friends

Remixes
- 2002 : Modjo - On Fire («When What» Remix)
- 2002 : Amillionsons - Misti Blu
- 2003 : Linus Loves - Stand Back
- 2004 : Ladytron - Sugar
- 2005 : Ladytron - Destroy Everything You Touch (Remixes)
- 2005 : Ladytron - Witching Hour
- 2005 : Madonna - Hung Up

## Liens
- (en) Archigram sur Discogs
- Archigram sur Myspace
- Archigram sur Official site